# Nyctimystes daymani
Espèce
Synonymes
- Litoria daymani (Zweifel, 1958)

Statut de conservation UICN

 DD  : Données insuffisantes
Nyctimystes daymani est une espèce d'amphibiens de la famille des Pelodryadidae.

## Répartition
Cette espèce est endémique de Papouasie-Nouvelle-Guinée. Elle se rencontre à environ 700 m d'altitude sur le mont Dayman dans la province de Milne Bay,.

## Description
Le mâle holotype mesure 37,8 mm.

## Étymologie
Son nom d'espèce lui a été donné en référence au lieu de sa découverte, le mont Dayman.

## Publication originale
- Zweifel, 1958 : Frogs of the Papuan hylid genus Nyctimystes. American Museum novitates, vol. 1896, p. 1-51 (texte intégral).